# Curetis thetis
Curetis thetis (Drury, 1773) è un lepidottero appartenente alla famiglia Lycaenidae, diffuso in Asia meridionale.